# Иван Фунев
Иван Ценов Фунев е български художник - скулптор и живописец, сред основоположниците на социалистическия реализъм в българската скулптура.

## Биография
Роден е на 24 юли 1900 г. в село Горна Бешовица, Мездренско, в семейството на земеделци. Завършва гимназия във Враца известно време учителства в родното си село. През 1923 г. пристига в София, за да следва медицина, но вместо това се записва в Държавната художествена академия. През 1930 г. там завършва специалност „Скулптура“ в класа на проф. Жеко Спиридонов. Прави специализации в Рим (1939) и Париж (1940).
Между 1940 и 1944 г. работи в Националния археологически музей, преподава скулптура в Академията от 1945 г. Негови ученици там са Александър Апостолов, Георги Апостолов, Тодор Атанасов, Ненко Балкански, Павлин Коцев, Секул Крумов, Минчо Огнянов, Христо Танев.
Фунев е сред основателите на Дружеството на новите художници (1931). Става член на БКП след 1944 г. През 1956 г. заема поста председател на Съюза на българските художници. През същата година във Враца е открита художествена галерия на негово име, със сбирка от над 1500 художествени творби.
- Ателие по скулптура на И. Фунев, Художествена академия, 1949 г.
- Паметна плоча на Иван Фунев на фасадата на дома му
- Домът му на ул. „Врабча“ 17, София

## Творчество
Още през младежките си години Фунев попада под влиянието на комунистическите идеи, а през 1932 г. излиза стихосбирката му „Червените трактори“. През същата година е открита и първата му изложба, организирана съвместно с художника Стоян Венев.
Твори основно скулптура и монументална пластика, но се изявява също и в портретния жанр. В Националната художествена галерия се пазят негови портрети на писателя Георги Караславов и поета Николай Хрелков. Рисува портрети и на Христо Смирненски, Людмил Стоянов, Орлин Василев, Константин Кисимов, Юри Буков и Иван Башев.
След 1944 г. Фунев създава множество скулптурни композиции, посветени на моменти от историята на България и борбата за утвърждаване на социализма. Считан е за един от основоположниците на течението социалистически реализъм в българската скулптура. По-известни негови творби са:
- „Машинист“ (1932)
- „Стачен пост“ (1933)
- „Трета класа“ (1935, НХГ)
- „Партизани“ (1945)
- „Паметник на средногорските партизани“ (1946, Средногорие)
- „Подпис за мир“ (1950)
- композиция „Посрещане на Съветската армия в България“ от Паметника на Съветската армия (1953, София)
- „Работникът-победител“ (1958, НХГ)

## Отличия
Фунев е сред първите лауреати на Димитровска награда (1950). Той е носител 4 пъти на орден „Георги Димитров“ - през 1967, 1970, 1980 г.
Удостоен е с почетните звания „Народен художник“ (1961) и „Герой на социалистическия труд“ (1967).